# Lasse Dahlquist-stipendiet
Lasse Dahlquist-stipendiet är ett pris i form av ett stipendium på 20 000 kronor som delas ut av Lasse Dahlquist-sällskapet till någon artist, musiker eller författare som arbetat i Lasse Dahlquists anda och som fört den svenska vistraditionen vidare. Den första stipendiaten var skådespelaren Kent Andersson. Stipendiet delas ut vid en ceremoni på Brännö brygga utanför Göteborg.

## Stipendiater
- 1989 – Kent Andersson
- 1990 – Musikgruppen KAL
- 1991 – Stefan Ljungqvist
- 1992 – Viveca Lärn
- 1993 – Anders Wällhed
- 1994 – Sven-Eric Dahlberg
- 1995 – Margareta Abrahamsson
- 1996 – Claes Eriksson
- 1997 – Bo Englund & Ingemar Kavsjö
- 1998 – Relif på Brännö, Lasse Dahlquist-sällskapet får pengarna
- 1999 – Ulf Källvik & Susanne Pettersson
- 2000 – Stig Bjerkhede & Gutten Willig
- 2001 – Kjell Kraghe
- 2002 – Alice Rörberg & Alf Robertson
- 2003 – Dan Lindén
- 2004 – Ole Moe & Ingeborg Gillner
- 2005 – Lotta Engberg
- 2006 – Håkan Hellström
- 2007 – Anders Eldeman
- 2008 – Bernt Andersson
- 2009 – Tomas von Brömssen
- 2010 – Åsa Fång och Stefan Andersson
- 2011 – Lars Berghagen
- 2012 – Larssons & ADA:s teater
- 2013 – Harriet Olsson
- 2014 – Anton Ljungqvist
- 2015 – Göteborg Wind Orchestra
- 2016 – Mia Samuelsson
- 2017 – Åsa Gustafsson
- 2018 – Magnus Ekman
- 2019 – Pernilla Warberg
- 2020 – Götheborgs Matrosorkester
- 2021 – Fjällornas trio
- 2022 – Vier Brillen
- 2023 – Albin Lee Meldau[1]